# ザイナブ・ビント・ハーリス
ザイナブ・ビント・ハーリス (アラビア語: زينب بنت الحارث, d. 629) は、預言者ムハンマドを暗殺しようとしたユダヤ教徒のアラブ人女性。

## 人物
父系の家系は、数世代前にハイバルに移住したとされ、以前はイエメンにいたとされる。父親の名前はハーリス。父系祖父の名前もハーリス。祖父も父も、また彼女の2人の兄弟も詩を能くする武人であった:251:512-513。父ハーリスには「アブー・ザイナブ」というクンヤがあるため、彼女は長子と考えられている:404。
西暦625年の夏、ヤスリブからユダヤ教徒のアラブ部族、バヌー・ナディールの者、数名がハイバルに逃げてきた:437-438。その中には彼女の婚約者、サッラム・イブン・ミシュカムもいた:516:123-124。婚約者はラビであり、詩人、武人であった。ワーキディーによるとふたりの間には、遅くとも627年の春までに、アムルと名づけられた男子が生まれた:260。さらに628年の夏にはハカムという名の子どもが生まれた:334。
ハイバルは628年夏、預言者ムハンマドの軍勢に包囲される。ザイナブはほかの女性、幼児たちとともに al-Khatiba という名の砦に籠った。夫のサッラムは Natat 地区の防衛を指揮した。初日の攻防で夫は討ち死にし、ザイナブの弟がハイバルの防衛を引き継いだ:404。
9日間後、ナーイムの要塞がアリー・イブン・アビー・ターリブの手に落ちた。ザイナブの父ハーリスは、ムスリム軍に一騎討ちを申し入れ、幾人かを倒したあと、アリーに討ち取られた。ザイナブの弟のひとり、マルハブ・イブン・ハーリスが復讐を試みたが、アリーに殺された。その弟 Yasir も兄のかたきを取ろうとしたが、ズバイル・イブン・アウワームに殺された:512-514。ここで一騎討ちで決着をつける段階は終わり、乱戦となった。ザイナブのもう一人の弟ハーリスもこの乱戦でムスリムの誰かに殺された:404-405。
その後、ハイバルのユダヤ教徒は武器や貴重品を手にして al-Khatiba の3つの砦に集まった。ナーイムの陥落から10日後、最終決戦が始まったが、実質的な戦闘はほとんど行われず、ハイバル方が降伏した。ムハンマドにより飲料水の供給が断たれ、抵抗ができなかったためである:406。
ハイバルの指導者層がムハンマドと降伏宣言の文言を話し合っている一方で、武器を集めて城へ逃げ込む者もいた。ザイナブはムハンマドの好きな食べ物を聞き、それが羊の肩肉であることを知ると、家畜のなかから1頭の羊を屠った。その肩肉を致死性のある毒で味付けし、直火焼きにした。降伏交渉がまとまると、ザイナブは人を押しのけてムハンマドの前に進み出、食事の提供を申し出た:249-252:123-124。預言者は肩の肉を取り、一口噛み取ったが飲み込まなかった。同じように肩の肉を取って一口噛み取ったビシュル・イブン・バラー・イブン・マアルールは飲み込んだ。イブン・イスハークによると、預言者は「この骨がその肉は毒に侵されていると、私に教えてくれた」と言ったという。:516ビシュルは立ち上がることができなくなり、顔色が緑になった:334。ムスリムが肉を犬の前に落とすと、それを食べた犬はただちに死んだ:252。ワーキディーによると、預言者はザイナブを呼び、「肩肉を毒に侵したのか」と聞いた。彼女が「誰がそんなことを」と問い返すと、預言者は「その肩自身だ」と言った。ザイナブが認めると預言者は誰の差し金かと問うた。ザイナブは「あなたはわたしの父を殺し、叔父を殺し、夫を殺しました。あなたは私の愛する人たちから奪いたい放題です。誰の命令でもなく、わたしはわたし自身に、こう言いました。『もしかれが預言者ならば、かれは警告を受けるはず。羊がわたしのやろうとしていることをかれに教えるでしょう。もしかれが王ならば、かれは私たちにより楽になるでしょう。』:334ムハンマドは、このような暗殺が成功することを、神は決してお許しにならないと宣べた。ムスリムがムハンマドにザイナブを殺しますかと聞いたところ、預言者は「否」と答えた:123-124:516。こうして「ユダヤ女は来たところに戻っていった」とされる:252。
毒にやられたビシュル・イブン・バラーは1年後に亡くなった。死ぬまでの間、体は麻痺したままだった。ビシュルが亡くなったとき、ザイナブは遺族に引き渡された。遺族は血の復讐を実行し、ザイナブは殺された:249:334。
スナン・アブー・ダーウードによると、毒の事件の後、ムハンマドが吸引療法を受けていたという。預言者は、アンサールのバヌー・バヤーダ部族のマワーリーだったアブー・ヒンドの施術を受けていたという。サヒーフ・ムスリムによると、毒の影響で預言者の口蓋に何らかの障害が残っていたと、アナス・イブン・マーリクが伝えている。アーイシャと アナスに帰せられるハディースによると、ムハンマドは死の床で、ハイバルで経験した毒による苦しみを思い出していたという:124。